# Jean Victor Rouyer
Pour les articles homonymes, voir Rouyer.
Jean Victor Rouyer de Saint-Victor, né le 28 mai 1756 à Verdun (Meuse), mort le 1er mai 1818 à Clermont-Ferrand (Puy-de-Dôme), est un général français de la Révolution et de l’Empire.

## États de service
Il entre en service le 22 juillet 1789, comme capitaine dans la garde nationale d’Arnay-sur-Arroux en Côte-d’Or, et il passe le 10 mai 1792, dans le bataillon de volontaires du Loir-et-Cher dit de Mondoubleau. Le 6 mars 1793, il est employé au recrutement de l’armée, et il est nommé le 31 octobre 1793 chef du 4e bataillon de volontaires du Loir-et-Cher. De 1793, à l’an VII, il fait les campagnes aux armées de l’Ouest, et des côtes de l’Océan. Il se distingue aux affaires d’Yzernay et de Coron les 5 et 8 mai 1794, où il parvient à faire déposer les armes à plusieurs communes insurgées.
Il est nommé chef de brigade le 9 novembre 1795, à la 157e demi-brigade d’infanterie, puis le 6 novembre 1796, il occupe la même fonction à la 70e demi-brigade d’infanterie de ligne. De 1797 à 1799, il commande successivement la subdivision des départements des Deux-Sèvres et de la Charente. Après avoir présidé plusieurs conseils de guerre, le ministre de la guerre le désigne pour faire partie d’une commission extraordinaire, créé en août 1799, pour la recherche des magistrats et des employés qui avaient commis des dilapidations dans l’exercice de leurs fonctions.
En 1800, il sert à l’armée d’Italie, et le 1er avril 1800, lors du passage du Tessin, il parvient à organiser, avec des soldats de corvée de son régiment, un service pour le transport à dos d’homme des bateaux qui devaient faciliter à l’armée les moyens de franchir le fleuve. Il est blessé le 14 juin 1800, à la Bataille de Marengo, lors d’une charge à la baïonnette sur la gauche de la ligne autrichienne, l’obligeant à se retirer en désordre.
À la fin de 1803, il rejoint l’armée des côtes de l'Océan, et c’est au camp de Brest, qu’il est fait chevalier de la Légion d’honneur le 11 décembre 1803, et officier de l’ordre le 14 juin 1804. En 1805, il part pour la campagne d’Autriche avec son régiment, attaché à la Grande Armée, et il devient adjudant-commandant à l’état-major du 7e corps d’armée le 17 septembre 1805. Il se distingue lors des campagnes de 1806 et de 1807, en Prusse et en Pologne.
Il est promu général de brigade le 17 novembre 1808, et il est envoyé à l’armée d’Espagne. Le 9 janvier 1809, il est gouverneur de la province de Lugo, et le 28 janvier il rejoint le quartier général du maréchal Soult. Il prend la tête de la 1re brigade de la 2e division d’infanterie du 2e corps d’armée en mars 1809, et le 30 mars suivant il commande Porto. En juillet, il est nommé gouverneur de la province de Zamora, et le 27 août 1810, il est remplacé par le général Jeanin, en raison d’un traitement trop indulgent envers les résidents de la province. Le 4 juillet 1811, il est gouverneur de Valladolid, puis le 1er août, il prend le commandement de la province de Biscaye. Le 25 septembre 1811, il est convoqué à Paris, pour être entendu, à la suite de plaintes du général Thiébault pour insubordination et du général Kellermann pour incapacité et négligence du devoir. Arrivé à Paris le 12 novembre, il est blanchi de ses accusations, et il est créé baron de l’Empire le 27 décembre 1811.
Le 23 juin 1812, il rejoint l’armée du Portugal, et le 7 juillet 1813, il est envoyé en Italie dans la 28e division militaire à Gênes, où il organise la levée de troupes appelées à défendre le pays. Le 18 février 1814, il est chargé de la défense de la côte de la Ligurie, et il soutient le 7 avril devant Chiavari une attaque ennemie, puis il se retire en bon ordre sur Rapallo. Il est mis en non activité en mai 1814, lors de la première restauration, et il est nommé chevalier de Saint-Louis le 20 août 1814. Il est admis à la retraite le 24 décembre 1814.
Il est rappelé à l’activité par l’Empereur le 29 mai 1815, et le 12 juin suivant, il est mis à la disposition du général commandant la 22e division militaire. Le 5 juillet 1815, il reçoit le commandement du département de la Lozère. Il est replacé en position de retraite le 1er août 1815.
Il meurt le 1er mai 1818, à Clermont-Ferrand.

## Distinctions
- Officier de la Légion d'honneur le 14 juin 1804.
- Chevalier de Saint-Louis le 20 août 1814.

## Armoiries
| Figure | Nom du baron et blasonnement |
| ------ | --- |
|        | Armes du baron Jean Victor Rouyer de Saint-Victor et de l'Empire, décret du 20 décembre 1808, lettres patentes du 27 décembre 1811, officier de la Légion d'honneur Écartelé au premier d'azur à deux étoiles en fasce d'argent ; au deuxième des barons tirés de l'armée ; au troisième d'or à la tour de sable ; au quatrième d'azur au lévrier rampant d'argent, colleté de gueules - Livrées : les couleurs de l'écu. |

## Sources
- (en) « Generals Who Served in the French Army during the Period 1789 - 1814: Eberle to Exelmans »
- Thierry Pouliquen, « Les généraux français et étrangers ayant servis [sic] dans la Grande Armée » (consulté le 21 décembre 2014)
- « La noblesse d’Empire » (consulté le 21 décembre 2014)
- « Cote LH/2416/3 », base Léonore, ministère français de la Culture
- A. Lievyns, Jean Maurice Verdot, Pierre Bégat, Fastes de la Légion-d'honneur, biographie de tous les décorés accompagnée de l'histoire législative et réglementaire de l'ordre, Tome 3, Bureau de l’administration, 1844, 529 p. (lire en ligne), p. 471.
- Vicomte Révérend, Armorial du premier empire, tome 4, Honoré Champion, libraire, Paris, 1897, p. 187.
- (pl) « Napoléon.org.pl »
- Georges Six, Dictionnaire biographique des généraux & amiraux français de la Révolution et de l'Empire (1792-1814)
- Georges Six, Dictionnaire biographique des généraux & amiraux français de la Révolution et de l'Empire (1792-1814), Paris : Librairie G. Saffroy, 1934, 2 vol., p. 402